# Joseph Antoine Ferdinand Plateau

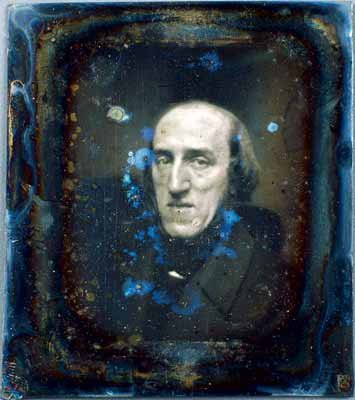
Joseph Antoine Ferdinand Plateau (1843)

Joseph Antoine Ferdinand Plateau (* 14. Oktober 1801 in Brüssel; † 15. September 1883 in Gent) war ein belgischer Physiker und Fotopionier. Er war einer der ersten, die die Illusion eines bewegten Bildes demonstrierten. Zu diesem Zweck verwendete er zwei gegenläufig rotierende Scheiben mit sich wiederholenden gezeichneten Bildern in kleinen Bewegungsschritten auf der einen, und mit in regelmäßigen Abständen angeordneten Schlitzen auf der anderen. Er nannte dieses Gerät von 1832 das Phenakistiskop.

## Leben
Nach dem frühen Tod seiner Eltern besuchte Plateau in Brüssel das Atheneum zwischen 1817 und 1822 und wechselte anschließend an die Universität Lüttich, wo er zunächst Rechtswissenschaften und Sprachen sowie später Naturwissenschaften studierte. 1827 wird er Lehrer für Mathematik am Atheneum und veröffentlicht seine ersten wissenschaftlichen Publikationen: Construire un triangle équilatéral qui ait ses sommets sur trois circonférences quelconques („Konstruktion eines gleichseitigen Dreiecks, dessen Ecken auf drei gegebenen Kreisen liegen“) und Sur les sensations produites dans l’oeil par les différentes couleurs, in denen er sich mit der visuellen Wahrnehmung des Menschen beschäftigt.
1828 wurde Plateau auf die Erkenntnisse des englischen Arztes Peter Marc Roget aufmerksam, der als Erster jenes Phänomen beschrieb, das als Persistenz des Sehens bezeichnet wurde und lange als Grundlage der Bewegungswahrnehmung bei bewegten Bildern galt. Er verfasste darüber eine Abhandlung mit dem Namen Dissertation sur quelques propriétés des impressions produites par la lumière sur l’organe de la vue, mit der er 1829 promovierte. Es handelte sich dabei zugleich um die erste naturwissenschaftliche Dissertation an der Universität Lüttich, die in französischer Sprache und nicht in Latein abgefasst wurde.
Vier Jahre später, 1832, kam ihm der Gedanke, „das Stroboskop mit 16 Zeichnungen eines Tänzers zu füttern, die gegeneinander immer um eine Bewegungsphase verschoben waren und nach sechzehn Phasen wieder in die Ausgangsstellung mündeten.“ Dieses heute als Phenakistiskop bekannte Gerät beschrieb er in den Schriften Sur un nouveau genre d’illusions d’optique (1832) und Des illusions optiques sur lesquelles se fonde le petit appareil appelé récemment Phénakisticope (1831). Der Maler Jean-Baptiste Madou fertigte Zeichnungen für das Phenakistiskop an, die zusammen mit dem Gerät von Ackerman in London ab 1833 unter der Bezeichnung Fantascope sowie von Alphonse Giroux in Paris als phénakisticope und später als phénakistiscope vermarktet wurden. Ähnliche Entwicklungen gelangen fast gleichzeitig dem Österreicher Simon Stampfer (Phenakistiskop) und dem Briten William Horner.
1835 wechselte Plateau an die Universität Gent, wo er zunächst Physik lehrte und sich später auf Experimentalphysik und Astronomie spezialisierte.
1836 stellte er das Anorthoscop vor, das er ausführlich in der Publikation Deuxième (troisième et quatrième) note sur de nouvelles applications curieuses de la persistance des impressions de la rétine (1849) beschrieb.
1843 oder 1844 erblindete Plateau. Er hielt dies für die Spätfolge eines Experiments, das er 1829 durchgeführt hatte; er hatte dabei für mehr als 25 Sekunden direkt in die Sonne geblickt. Eine solche Spätfolge ist aber als unwahrscheinlich anzusehen; er könnte stattdessen an chronischer Uveitis gelitten haben. Er veröffentlichte ausführliche Beschreibungen seiner Erfahrungen mit der eigenen Blindheit und gab dabei an, noch Jahre nach seiner Erblindung „visuelle Sinneseindrücke“ gehabt zu haben. Zu seinen letzten Schriften zählte Statique experimentale et théorique des liquides soumis aux seules forces moleculaires (1873), eine Untersuchung zu Kapillarkräften und Oberflächenspannung. In dieser Arbeit stellte er die als Plateaus Regeln bekannt gewordenen Beschreibungen der Struktur von Seifenblasen in Schaum auf. Seine Untersuchungen wirkten noch lange befruchtend für die mathematische Theorie der Minimalflächen, wo das Plateau-Problem nach ihm benannt ist.
Die Académie royale des Sciences, des Lettres et des Beaux-Arts de Belgique wählte ihn 1834 zum korrespondierenden Mitglied, im Dezember 1836 wurde er volles Mitglied. 1852 wurde er als korrespondierendes Mitglied in die Académie des sciences in Paris und 1869 in die Preußische Akademie der Wissenschaften aufgenommen. 1870 wurde er zum auswärtigen Mitglied der Royal Society und 1872 der Königlich Niederländischen Akademie der Wissenschaften gewählt. 1876 wurde er korrespondierendes Mitglied der Göttinger Akademie der Wissenschaften.
Plateau starb 1883 in Gent und wurde auf dem Friedhof von Mariakerke beigesetzt.

## Werke
- Mémoire sur l'irradiation, Brüssel 1839.
- Statique experimentale et theorique des liquides soumis aux seules forces moleculaires. Gauthiers-Villars, Paris 1873.

## Sonstiges
Am 23. Mai 2000 wurde ein Asteroid nach ihm benannt: (11966) Plateau. Joseph Antoine Ferdinand Plateau zu Ehren bedachte Google ihn an seinem 218. Geburtstag am 14. Oktober 2019 mit einem Google Doodle.